# Medalja za zasluge
Medalja za zasluge je bilo odlikovanje SFRJ, ki se je podeljevalo za zasluge pri izpolnjevanju zaupnih nalog, ki so prispevali k prijateljskim odnosom med SFRJ in drugimi državami.
Medalja za zasluge je bila med medaljami SFRJ po pomembnosti na zadnjem, šestem mestu.